# رؤیای زمین
رؤیای زمین فیلمی به کارگردانی و نویسندگی فرشاد فرشته حکمت ساختهٔ سال ۱۳۷۶ است. مدیر تولید حسن اسدی

## بازیگران
- جنید قوجوقی
- احمد جوهری
- پوپک مرادعلی گلدره
- الهام عزیزی
- آناهیتا اقبال نژاد